# Peter Gould
Peter Gould é um roteirista norte-americano e produtor de televisão. Ele participou na produção de todas as cinco temporadas de Breaking Bad. Ele foi nomeado para quatro Writers Guild of America (WGA) Awards pelo seu trabalho na série. Mais recentemente, trabalhou com Vince Gilligan, o criador de Breaking Bad, no próprio spin-off da série, Better Call Saul.

## Educação
Gould nasceu em New York. Ele graduou-se na Sarah Lawrence College em 1982 com um Bacharel de Artes em inglês. Em 1990, ele se formou na Universidade do Sul da Califórnia com um Master of Fine Arts.